# Haus Terrahe

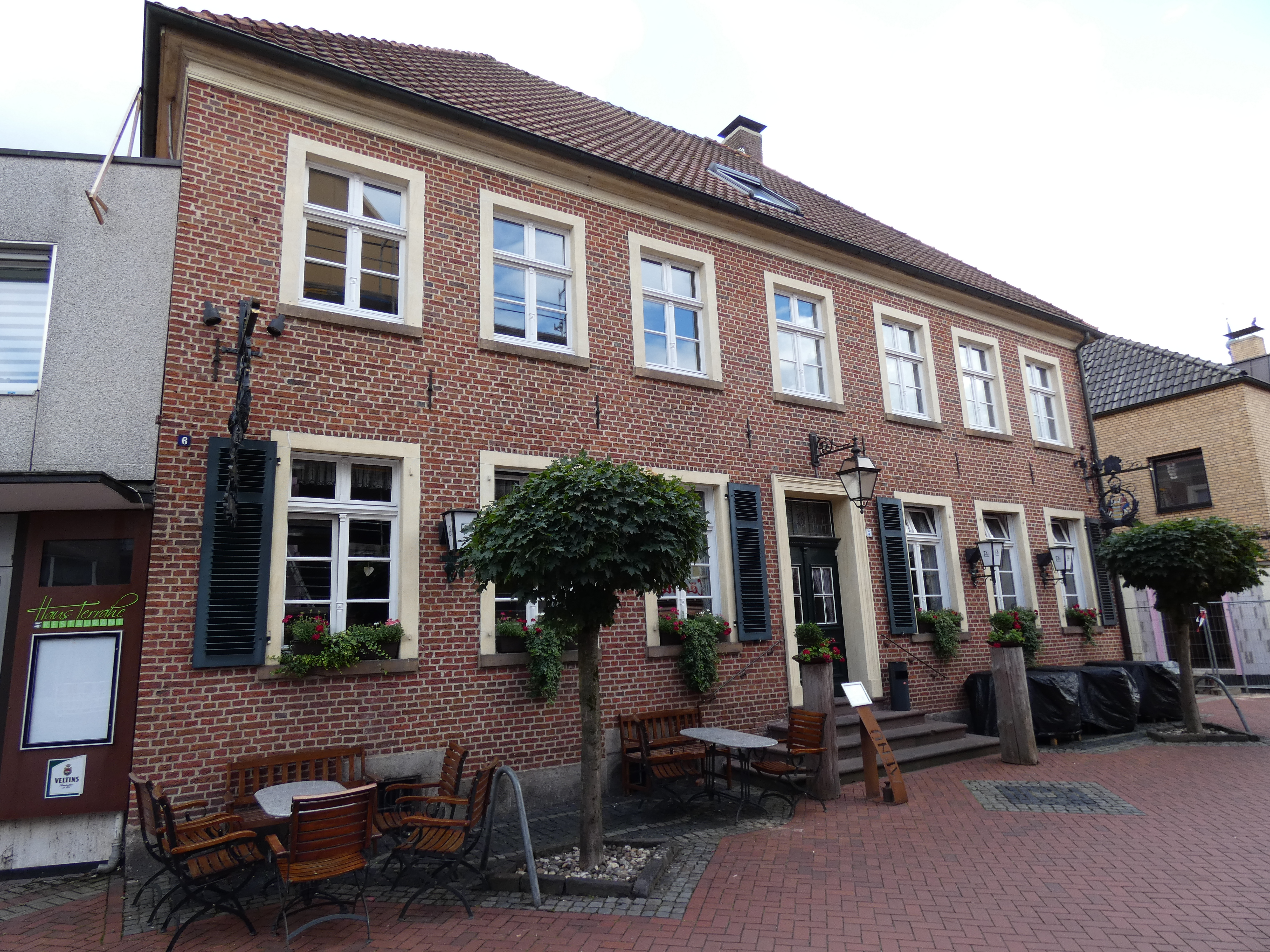
Haus Terrahe (2017)

Das Haus Terrahe ist eines der ältesten Gebäude Vredens. Es steht unter Denkmalschutz und ist in der Denkmalliste der Stadt Vreden eingetragen. Es wird seit seiner Erbauung 1857 als Gaststätte genutzt.

## Kurzcharakteristik
Das spätklassizistische Gebäude an der Königstraße 6 ist ein  zweigeschossiges Rechteckgebäude aus Backstein mit einem gleichmäßigen Walmdach, das nach dem Stadtbrand vom 4. August 1857 errichtet wurde. Prägend ist die siebenachsige Fassade zur Königstraße mit doppelflügeliger Haustür in Mittelstellung, verbunden mit einer vierstufigen Zugangstreppe. Das regelmäßige Backsteinmauerwerk aus Binder- und Läuferschichten ist ergänzt durch hochrechteckige Fensteröffnungen, deren Faschen verputzt sind und mit ihren sandsteinfarbenen Oberflächenton an Sandsteineinleibungen erinnern. Zusammen mit dem Sockel aus Sandsteinblöcken und den regelmäßigen Eisenankern im Mauerwerk ergibt sich farblich und formal ein geordnetes und typisches Bild münsterländischen Bauens des 19. Jahrhunderts.
Im Innern verfügt das Gebäude im Erdgeschoss über einen Schankraum sowie zwei weitere Gasträume.

## Kellergewölbe
Das Kellergewölbe mit vier Kellerwölbungen liegt unter dem nordöstlichen Teil des Gebäudes und nimmt etwa 40 % der Grundfläche ein. Die gewölbten Flächen sind zu großen Teilen verputzt und zu kleineren Teilen bewusst ohne Putz.